# Nobru
Bruno Goes dos Santos (São Paulo, 20 de janeiro de 2001), mais conhecido como Nobru, é um streamer, influenciador digital, jogador profissional do jogo Free Fire e empresário brasileiro. Ele é um dos co-proprietários do Fluxo, uma organização de esportes eletrônicos e entretenimento brasileira. Nobru é embaixador de grandes marcas como TikTok, Casas Bahia, iFood, Razer e Lacoste.

## Biografia
Filho de pais separados e com três irmãos, Bruno nasceu em 20 de janeiro de 2001, na cidade de São Paulo. Apesar de sempre sonhar em ser jogador de futebol, ele acabou trilhando outro caminho e investiu na área dos jogos.
A paixão de Bruno pelos esportes eletrônicos surgiu quando ele descobriu e começou a jogar o jogo mobile Free Fire no celular de seu pai, Jeferson. Naquela época, Jeferson estava desempregado e precisava do aparelho para distribuir currículos, o que o fez não aceitar bem a decisão do filho. No entanto, Bruno não se deixou abalar e, aos 18 anos, decidiu levar o jogo a sério.
Em 2019, Bruno foi declarado o "melhor jogador de Free Fire do mundo", jogo desenvolvido pela empresa Garena em 2017. Essa conquista lhe proporcionou a realização do sonho de representar o clube poliesportivo paulista Corinthians.
Em 2021, Goes foi destaque na lista Under 30 da revista americana Forbes, ao lado dos influenciadores Flakes Power e Lucas Hang.
Atualmente, o streamer possui sua própria empresa, gera um alto faturamento e é dono de três mansões. Ele é conhecido como o 'Neymar dos games' devido ao sucesso estrondoso que alcançou nos esports. Goes ainda é fundador e líder da organização de esportes eletrônicos Fluxo.

## Títulos (Free Fire)
Corinthians
- Free Fire Pro League Brasil 2019 Season 3[13]
- Free Fire World Series 2019[14]
- MVP do Free Fire World Series 2019[15]

Fluxo
- Liga Brasileira de Free Fire (LBFF) 4[16]

## Prêmios e indicações
| Ano  | Organização             | Categoria                               | Resultado | Ref.   |
| ---- | ----------------------- | --------------------------------------- | --------- | ------ |
| 2019 | Prêmio eSports Brasil   | Melhor Atleta                           | Venceu    | [ 17 ] |
| 2019 | Prêmio eSports Brasil   | Melhor Atleta de Free Fire              | Venceu    | [ 17 ] |
| 2019 | Prêmio eSports Brasil   | Craque da Galera                        | Venceu    | [ 17 ] |
| 2020 | eSports Awards          | Melhor Jogador de eSports Mobile do Ano | Indicado  | [ 18 ] |
| 2020 | Prêmio Jovem Brasileiro | Gamer do Ano                            | Venceu    | [ 19 ] |
| 2021 | Prêmio eSports Brasil   | Craque da Galera                        | Venceu    | [ 20 ] |